# Oliva Gessi
Oliva Gessi (lombardul: Uliva) település Olaszországban, Lombardia régióban, Pavia megyében. Lakosainak száma 168 fő (2023. január 1.). Oliva Gessi Casteggio, Montalto Pavese, Torricella Verzate, Calvignano, Corvino San Quirico és Mornico Losana községekkel határos.

## Népesség
A település lakossága az elmúlt években az alábbi módon változott:
| Lakosok száma | 184  | 169  | 168  |
|               | 2017 | 2018 | 2023 |